# Ophiopogon intermedius
Ophiopogon intermedius là một loài thực vật có hoa trong họ Măng tây. Loài này được D.Don mô tả khoa học đầu tiên năm 1825.